# Giardino della canonica a Nuenen in primavera
Giardino della canonica a Nuenen in primavera, o chiamato semplicemente Giardino di primavera, è il primo quadro ad olio del pittore olandese Vincent van Gogh, realizzato nel 1884 mentre viveva con i suoi genitori a Nuenen. Van Gogh fece diversi disegni e dipinti ad olio dei giardini circostanti e della facciata del giardino della canonica di Nuenen.
La tela fu ospitato dal Groninger Museum dal 1962 fino al 2020. Quell'anno, il 30 marzo più esattamente, il dipinto fu rubato dal museo Singer Laren a Laren, nei Paesi Bassi, mentre l'edificio museale era stato chiuso al pubblico a causa della pandemia di COVID-19. Il dipinto era stato ceduto in prestito dal Groninger Museum.
Un detective d'arte olandese, Arthur Brand, riuscì a recuperare la tela dal valore stimato tra i 3 e i 6 milioni di euro nel settembre del 2023.